# Morris Stoloff
Morris Stoloff (ur. 1 sierpnia 1898 w Filadelfii, zm. 16 kwietnia 1980 w Los Angeles) – amerykański dyrygent i kompozytor.

## Filmografia
muzyka
- 1937: Criminals of the Air
- 1940: Five Little Peppers at Home
- 1942: Głosy miasta
- 1946: The Jolson Story
- 1956: Ostatnie akordy
- 1961: Fanny

## Nagrody i nominacje
Został trzykrotnie uhonorowany Oscarem, a także otrzymał piętnastokrotnie nominację do Oscara. Posiada swoją gwiazdę na Hollywoodzkiej Alei Gwiazd.